# Langues caribes
Pour les articles homonymes, voir Caribe et Caraïbes (homonymie).
 (septembre 2022).
Si vous disposez d'ouvrages ou d'articles de référence ou si vous connaissez des sites web de qualité traitant du thème abordé ici, merci de compléter l'article en donnant les références utiles à sa vérifiabilité et en les liant à la section « Notes et références ».
Les langues caribes (karib) ou caraïbes sont une famille de langues indigènes d'Amérique du Sud. Elles sont largement répandues à travers la partie nord de l'Amérique du Sud, depuis l'embouchure de l'Amazone jusqu'aux Andes colombiennes et depuis Maracaibo (Venezuela) jusqu'au centre du Brésil. Les langues caribes sont relativement proches les unes des autres ; il est même parfois difficile de déterminer si différents groupes parlent des langues différentes, ou bien des dialectes de la même langue. Pour cette raison, le nombre exact de langues caribes n'est pas connu avec certitude (les estimations disponibles varient de 25 à 40, dont 20 à 30 sont encore parlées aujourd'hui). On connaît surtout la famille caraïbe dans le monde linguistique grâce à l'e'ñepa (ou panaré) et au hixkaryana, langues possédant une structure de phrases objet-verbe-sujet (OVS), alors qu'on pensait avant leur étude que ce modèle n'existait dans aucune langue humaine.

## Présentation
Quelques années avant l'arrivée du premier explorateur espagnol, des populations d'expression caraïbe avaient envahi et occupé les Petites Antilles, tuant, déplaçant ou assimilant de force les populations Arawaks qui habitaient ces îles. Ils n'atteignirent jamais les Grandes Antilles ni les Bahamas.
Les langues caribes se sont éteintes rapidement, alors que les langues arawakiennes se sont maintenues à travers les générations. La raison en est la façon dont les envahisseurs Caraïbes procédaient, tuant les hommes habitant les îles qu'ils conquéraient, et prenant des femmes Arawaks, ces dernières transmettant leur propre langue à leurs enfants. Pendant un temps, l'arawak fut parlé surtout voire exclusivement par les femmes et les enfants, les hommes adultes parlant caraïbe. À la longue, comme la première génération des enfants Caraïbes-Arawaks atteignait l'âge adulte, l'arawak devint la seule langue utilisée dans les sociétés insulaires. Cette langue est appelée caraïbe insulaire (en), même si elle ne fait pas partie de la famille linguistique caraïbe. Elle est maintenant éteinte, mais a été parlée dans les Petites Antilles jusque dans les années 1920 (principalement à la Dominique, à Saint-Vincent, et à Trinidad). Une langue issue du caraïbe insulaire, le garifuna, continue à être parlée au Honduras et au Belize, et est également connue sous les noms de caraïbe ou caraïbe noir.
Certains ont suggéré qu'il pourrait y avoir un lien entre la famille caraïbe et les familles voisines (jê et panoanes) dans un ensemble "jê-pano-caraïbe", mais cette hypothèse est hautement spéculative, et les relations internes de ces familles sont encore mal connues. Il existe par ailleurs des tentatives de diviser la famille caraïbe elle-même en deux à quatre branches.

## Langues caribes du Nord
- Coyaima
- Japrería
- Yukpa
- Pemon
- Kapóng
- Patamona
- Macushi
- Atruahí
- Sikiana
- Salumá
- Waiwai
- Akuriyó
- Apalai
- Tiriyó (Trio)
- Galibi ou kali'na
- Wayana
- Carib
- Arára, Pará
- Mapoyo
- E'ñepa
- Yabarana

## Langues caribes du Sud
- Carijona
- Hixkaryana
- Kaxuiâna
- Maquiritari
- Bakairí
- Kuikúro-Kalapálo
- Matipuhy
- Yarumá
- Ikpeng (ou Txicão)

## Classification de Fabre
Fabre propose la classification suivante en huit groupes :
- I Panare (E'ñepa)
- II Kari’ña
- III YUKPA
  1. Yukpa/ yuko
  2. Japreria
- IV Groupe guyanais 
  1. Tiriyo
  2. Karijona
  3. Kaxuyána y Warikyána
  4. Wai Wai
  5. Hixkaryana
  6. Akuriyó
  7. *Hianakoto-umaua
  8. Saluma
  9. Chikena
  10. *Guaque
- V Groupe central
  1. Mapoyo (Wanai)
  2. Yabarana
  3. Wayana
  4. Apalaí
  5. Yekwana
- VI Groupe amazonien du Nord
  1. Waimiri-Atroari
  2. Makuxi
  3. Pemon (Arekuna)
  4. Akawaio (Kapón)
  5. Patamona (Ingarikó)
  6. *Pawishiana
- VII Groupe amazonien du Sud A
  1. Kuikuro
  2. Matipu
  3. Nahukwa
  4. Kalapalo
- VIII Groupe amazonien du Sud B
  1. Bakairi
  2. Ikpeng (Txikão)
  3. Arara